# (397279) Bloomsburg
(397279) Bloomsburg est un astéroïde de la ceinture principale.

## Description
(397279) Bloomsburg est un astéroïde de la ceinture principale. Il fut découvert le 14 septembre 2006 à Mauna Kea par Joseph Masiero. Il présente une orbite caractérisée par un demi-grand axe de 2,87 UA, une excentricité de 0,08 et une inclinaison de 14,9° par rapport à l'écliptique.

## Compléments